# Bolsa Guggenheim
A bolsa Guggenheim (em inglês:  Guggenheim Fellowship) é um financiamento concedido anualmente pela Fundação Memorial John Simon Guggenheim desde 1925, para aqueles "que demonstram excepcional capacidade para produtividade com a bolsa ou habilidade criativa excepcional em artes." A cada ano a fundação concede centenas de prêmios em cada uma de duas áreas separadas de competição:
- uma aberta a cidadãos e residentes permanentes nos Estados Unidos e Canadá
- outra aberta a cidadãos e residentes permanentes na América Latina e Caribe.

As artes cênicas são excluídas, no entanto compositores, diretores de cinema e coreógrafos são elegíveis. As bolsas não são disponibilizadas para estudantes, somente para "profissionais avançados em meio de carreira", tal como autores com obras já publicadas. Os fellows podem gastar o dinheiro como bem entenderem, pois o propósito da bolsa é possibilitar a eles "blocos de tempo em que podem trabalhar com tanta liberdade criativa quanto possível", mas também devem estar "substancialmente livres de suas funções regulares".
A fundação recebe anualmente entre 3.500 a 4.000 inscrições. Aproximadamente 220 bolsas são concedidads a cada ano. A média das bolsas de 2008 para os Estados Unidos e Canadá foi aproximadamente $ 43.200.